# Třebotov
Třebotov är en ort i Tjeckien.   Den ligger i regionen Mellersta Böhmen, i den centrala delen av landet, 16 km sydväst om huvudstaden Prag. Třebotov ligger 355 meter över havet och antalet invånare är 1 062.
Terrängen runt Třebotov är platt åt nordväst, men åt sydost är den kuperad. Runt Třebotov är det tätbefolkat, med 613 invånare per kvadratkilometer. Närmaste större samhälle är Prag, 15,8 km nordost om Třebotov. Runt Třebotov är det i huvudsak tätbebyggt.